# Неморозька сільська рада
Не́морозька сільська́ ра́да — адміністративно-територіальна одиниця та орган місцевого самоврядування у Звенигородському районі Черкаської області. Адміністративний центр — село Неморож.

## Загальні відомості
- Населення ради: 1 126 осіб (станом на 2001 рік)

## Населені пункти
Сільській раді підпорядковані населені пункти:
- с. Неморож
- с. Мурзинці

## Склад ради
Рада складається з 14 депутатів та голови.
- Голова ради: Стрілець Олена Євгенівна
- Секретар ради: Облап Ніна Василівна

### Керівний склад попередніх скликань
| Прізвище, ім'я, по батькові | Основні відомості                                                         | Дата обрання | Дата звільнення |
| --------------------------- | ------------------------------------------------------------------------- | ------------ | --------------- |
| Стрілець Олена Євгенівна    | Сільський голова, 1957 року народження, освіта вища, член Народної партії | 26.03.2006   | 31.10.2010      |
| Стрілець Олена Євгенівна    | Сільський голова, 1957 року народження, освіта вища, член Народної партії | 31.10.2010   |                 |

Примітка: таблиця складена за даними сайту Верховної Ради України

### Депутати
За результатами місцевих виборів 2010 року депутатами ради стали:

#### За суб'єктами висування
| Суб'єкт висування | Кількість обраних депутатів | %   |
| ----------------- | --------------------------- | --- |
| Самовисування     | 14                          | 100 |

#### За округами
| № округу | Прізвище, ім'я, по батькові   | Дата визнання обраним | Освіта             | Партійна приналежність                        | Відомості про обраного депутата                            |
| -------- | ----------------------------- | --------------------- | ------------------ | --------------------------------------------- | ---------------------------------------------------------- |
| 1        | Облап Ніна Василівна          | 04.11.2010            | вища               | член Народної партії                          | Неморозька сільська рада, секретар                         |
| 2        | Голик Марія Калениківна       | 04.11.2010            | середня            | член Партії регіонів                          | Неморозький дитячий садок «Світлячок», помічник вихователя |
| 3        | Жваненко Тетяна Олександрівна | 04.11.2010            | незакінчена вища   | член Народної партії                          | Неморозький дитячий садок «Світлячок», завідувачка         |
| 4        | Кабашко Оксана Сергіївна      | 04.11.2010            | незакінчена вища   | позапартійна                                  | Неморозький фельдшерсько-акушерський пункт, завідувачка    |
| 5        | Фещенко Ольга Іванівна        | 04.11.2010            | середня            | позапартійна                                  | Магалин «Смак», продавець                                  |
| 6        | Квочін Борис Андрійович       | 04.11.2010            | вища               | член Народної партії                          | Неморозька загальноосвітня школа, вчитель                  |
| 7        | Біла Наталія Федорівна        | 04.11.2010            | середня            | позапартійна                                  | Звенигородський РЕМ, контролер                             |
| 8        | Павлов Сергій Михайлович      | 04.11.2010            | середня спеціальна | член Народної партії                          | Звенигородська ЦРЛ, заступник головного бухгалтера         |
| 9        | Левченко Василь Миколайович   | 04.11.2010            | середня спеціальна | член Всеукраїнського об'єднання «Батьківщина» | СТОВ «Неморож», головний інженер                           |
| 10       | Бурсак Раїса Іванівна         | 04.11.2010            | середня спеціальна | член Народної партії                          | СТОВ «Неморож», бухгалтер                                  |
| 11       | Онищенко Тамара Петрівна      | 04.11.2010            | середня            | член Народної партії                          | Звенигородський територіальний центр, соціальний працівник |
| 12       | Мацібора Василь Олексійович   | 04.11.2010            | середня спеціальна | позапартійний                                 | СТОВ «Неморож», механізатор                                |
| 13       | Капуловська Ніна Юріївна      | 04.11.2010            | середня спеціальна | член Народної партії                          | СТОВ «Неморож», охоронець                                  |
| 14       | Соловей Тетяна Іванівна       | 04.11.2010            | середня            | позапартійна                                  | тимчасово не працює                                        |